# Atletismo nos Jogos Pan-Americanos de 2015 - 20 km marcha atlética masculina
A competição da marcha atlética 20 km masculina foi um dos eventos do atletismo nos Jogos Pan-Americanos de 2015, em Toronto. Sua chegada foi realizada no  Ontario Place West Channel no dia 19 de julho.

## Calendário
Horário local (UTC-4).
| Data        | Horário | Fase  |
| ----------- | ------- | ----- |
| 19 de julho |         | Final |

## Medalhistas
| Ouro   | CAN Evan Dunfee |
| Prata  | CAN Inaki Gomez |
| Bronze | BRA Caio Bonfim |

## Recordes
Recordes mundial e pan-americano antes da disputa dos Jogos Pan-Americanos de 2015.
| Tipo                             | Atleta            | Tempo   | Local    | Data                   |
| -------------------------------- | ----------------- | ------- | -------- | ---------------------- |
|                                  | Vladimir Kanaykin | 1:17:16 | Saransk  | 29 de setembro de 2007 |
| Recorde dos Jogos Pan-Americanos | Bernardo Segura   | 1:20:17 | Winnipeg | 26 de julho de 1999    |

## Resultado
| Colocação         | Atleta                  | Nacionalidade   | Tempo   | Notas |
| ----------------- | ----------------------- | --------------- | ------- | ----- |
| Medalha de ouro   | Evan Dunfee             | CAN Canadá      | 1:23:06 |       |
| Medalha de prata  | Inaki Gomez             | CAN Canadá      | 1:24:25 |       |
| Medalha de bronze | Caio Bonfim             | BRA Brasil      | 1:24:43 |       |
| 4                 | Julio César Salazar     | MEX México      | 1:25:11 |       |
| 5                 | Eider Arévalo           | COL Colômbia    | 1:25:50 |       |
| 6                 | Marco Antonio Rodríguez | BOL Bolívia     | 1:26:59 |       |
| 7                 | Eder Sánchez            | MEX México      | 1:28:16 |       |
| 8                 | Juan Manuel Cano        | ARG Argentina   | 1:29:06 |       |
| 9                 | Jose Raymundo           | GUA Guatemala   | 1:35:45 |       |
| 10                | Luis Lopez              | ESA El Salvador | 1:42:03 |       |
| 11                | Mauricio Arteaga        | ECU Equador     | DSQ     |       |
| 11                | Yerko Araya             | CHI Chile       | DSQ     |       |
| 11                | Ivan Garrido            | COL Colômbia    | DSQ     |       |
| 11                | Erick Barrondo          | GUA Guatemala   | DSQ     |       |
| 11                | Richard Vargas          | VEN Venezuela   | DSQ     |       |

Legenda
| Recorde mundial                  | Recorde mundial (World record)               |                       | Recorde africano                      | Recorde africano (African) |                                           | Q | Classificado por posição (Qualified) |
| Recorde dos Jogos Pan-Americanos | Recorde pan-americano (Pan-American record)  | Recorde da América    | Recorde da América (Americas)         | q                          | Classificado por melhor tempo (Qualified) |   |                                      |
| Melhor marca do ano              | Melhor marca do ano (World leading)          | Recorde asiático      | Recorde asiático (Asian)              | DNS                        | Não largou (Did not start)                |   |                                      |
| Recorde nacional                 | Recorde nacional (National record)           | Recorde europeu       | Recorde europeu (European)            | DNF                        | Não terminou (Did not finish)             |   |                                      |
| Recorde pessoal                  | Recorde pessoal do atleta (Personal best)    | Recorde da Oceania    | Recorde da Oceania (Oceania)          | DSQ / DQ                   | Desclassificado (Disqualified)            |   |                                      |
| Recorde da temporada             | Recorde da temporada do atleta (Season best) | Recorde sul-americano | Recorde sul-americano (South America) | NM                         | Sem marca (No mark)                       |   |                                      |